# Gorgonzola (kaas)
Gorgonzola is blauwschimmelkaas van volle koemelk uit het noorden van Italië die al sinds eeuwen vervaardigd wordt. De gebruikte schimmel, Penicillium glaucum, is verantwoordelijk voor de karakteristieke smaak. Het stadje Gorgonzola bij Milaan beweert de oorsprong ervan te zijn, maar dat is allerminst zeker. De kaas geniet binnen de EU sinds 1996 bescherming als beschermde oorsprongsbenaming.

## Types
De kaas valt te onderscheiden in twee types:
- de milde, licht pittige, zoete, met een romige structuur
- de meer pittige, zoute, met een kruidachtig, stevig en kruimelig structuur

## Productie
Productie van de kaas vindt plaats in de streek van herkomst door aan gepasteuriseerde melk melkfermenten en geselecteerde schimmels toe te voegen. Volgens het rijpingsprotocol dient de zoete variant minimaal 50 dagen en maximaal 150 dagen te rijpen, voor de pittige variant wordt minimaal 80 dagen en maximaal 270 dagen voorgeschreven.

## Productieplaatsen
De kaas wordt gemaakt in de provincies Bergamo, Brescia, Biella, Como, Cremona, Cuneo, Lecco, Lodi, Milaan, Novara, Pavia, Varese, Verbano-Cusio-Ossola, Vercelli en in het gebied rond Casale Monferrato.

## Consumptie
Gorgonzola is geschikt als naspijs, maar wordt ook gebruikt als bestanddeel van spaghetti-saus en sommige pizza's. In tegenstelling tot de wat stevigere Engelse Blue Stilton is dit een heel zachte, boterachtige kaas. De kaas dient ongeveer een half uur voor consumptie uit de koelkast gehaald te worden.
Er wordt ook Gorgonzola Dolce verkocht: de substantie van de kaas is zo zacht, dat hij 'loopt' en niet in nette stukken gesneden kan worden. Voor buffetten wordt wel een halve kaas op tafel gezet, waaruit de gasten met een lepel zichzelf bedienen.

## Voedingswaarden
(gemiddeld per 100 gram)
- 330 kcal/1375 kJ
- Eiwitten: 19 g
- Vetten: 26 g
- Fosfor: 360 mg
- Calcium: 420 mg
- Vitamines: A, B1, B2, B6, B12, PP.